# Bill Walker (amerikansk politiker)
William M. "Bill" Walker, född 16 april 1951 i Fairbanks i  Alaskaterritoriet, är en amerikansk politiker. Han var guvernör i delstaten Alaska från 2014 till 2018. Han vann valet som oberoende kandidat men hade före guvernörsvalet varit republikan.
Walker besegrade sittande guvernören Sean Parnell i guvernörsvalet 2014.
Walker tog sin ed den 1 december 2014. Han stod inför en republikansk kontrollerad lagstiftning, men den republikanska majoriteten var inte tillräcklig för att överskrida en guvernörs veto. Den republikanska lagstiftningen motsatte sig till Walkers försök att utöka Medicaid. Walker bestämde sig för att använda sin verkställande makt att göra det.
Walker hade ett negativt godkännande betyg, 55 procent som inte godkänner till 29 procent som godkänner. Han var den mest opopulära första mandatperiods guvernören och ansågs vara en av de mest sårbara inför valet år 2018.
Den 19 oktober 2018, meddelade Walker att han upphävde sin kampanj och stödde den demokratiska kandidaten Mark Begich till guvernör.